# Moi (sångerska)
Moi, artistnamn för Ingjerd Østrem Omland, född 1983 i Hovsherad, Lund kommune, Rogaland, är en norsk sångerska och musiker. Moi kommer av att hon tog namnet efter centralorten i Lunds kommun. 
Moi bodde som tonåring i Tasmanien, där hon vid den tidpunkten började satsa seriöst på musiken. Emellertid var hon redan från barnsben musikintresserad. 
År 2014 gick hon till semifinal i norska Melodi Grand Prix med den egenhändigt komponerade låten "Bensin". År 2010/2011 vann hon en tävling om bästa låt efter förlaga i NRK:s program Urørt efter att ha presenterat den bästa versionen av "Hjerteknuser" av Kaizers Orchestra. Under åtskilliga år tidigare var hon med i flera olika nationella tävlingar i NRK:s regi.
Den 24 november 2014 gav Moi ut sitt första norskspråkiga fullängdsalbum, Latent.
Moi kunde ses i SVT:s program När orkestern kom till byn 2015 ("Da KORK kom til bygda", 2014).